# 김영삼 정부
문민정부(文民政府, 1993년~1998년) 또는 김영삼 정부(金永三政府)는 대한민국 제6공화국의 두 번째 정부이다. 문민정부란 군인 출신이 아닌 일반 국민이 수립한 정부라는 뜻으로 이전의 군사 출신 정권과의 차별성을 부각시키고자 했다. 문민정부는 1990년대의 시대상을 대표하는 정권으로, 국내에서는 군사정권의 완전한 종식과 역사적 심판이 이루어졌으며 세계적으로는 소련의 해체 이후 미국에게 모든 세계 권력이 집중되어 있던 시기였다.
1990년 3당 합당의 결과로 대통령 선거에서 승리한 김영삼 대통령은 집권 초기 개혁과 공직자들의 재산 등록과 금융 실명제 등을 법제화하여 부패 일신 정책을 펼쳤고, 5·16 이후 중단되었던 지자체 제도를 전면적으로 실시하였다. 1994년 남북 정상 회담을 위한 예비 접촉이 이루어져 남북 관계가 진전될 기미를 보였지만 김일성의 사망으로 남북 정상 회담이 무산되고, 김일성 조문 문제, 일명 조문파동으로 남북 관계는 다시 냉각되었다. 임기 말, 아들 김현철 비리와 IMF 구제 금융 사건 등으로 어려움을 겪었다.

## 정치

### 취임과 사정 작업
1993년 2월 25일 문민정부는 3당 합당으로 출범한 민주자유당의 제14대 대통령 선거에서 승리한 김영삼의 대통령 취임과 함께 출범했다. 문민정부는 군부 출신의 대통령이 아닌 민간인의 최초의 정부라는 의미로 문민정부로 불리게 되었다. 삼당합당의 결과로 대통령 선거에서 승리한 김영삼 대통령은 집권 초기 개혁과 부패 일신 정책을 펼쳤다. 1993년 2월 대통령에 취임한 직후부터 군부 사조직인 하나회를 해산, 쿠데타의 가능성을 없앴고, 제5공화국의 전직 대통령들을 구속 수감시켰다. 김영삼은 강력한 국민적 지지를 바탕으로 "개혁의 칼"을 들어 정치·경제·사회체제의 구조적 결함을 일시에 쇄신하고자 했다.
2월 27일, 김영삼은 자신과 가족들의 재산을 전격 공개했고 공개한 본인의 재산을 보면 김영삼과 부인 손명순 여사는 상도동 자택과 거제군 장목리 전답, 승용차, 헬스클럽 회원권, 선박 등 모두 6억 8천 601만 3410원의 재산을 갖고 있다고 밝혔다. 그리고 김영삼은 이것이 "역사를 바꾸는 명예혁명"이라며 공직자들의 재산공개를 종용했고, 삼부요인과 고위 공무원들이 연이어 재산을 공개하게 되었다.
3월 13일, 김영삼은 종군위안부 문제에 대해 물질적 보상을 일본측에 요구하지 않을 방침이라고 밝히고 그에 대한 보상은 내년부터 정부예산으로 추진하라고 지시했다. 이어 종군위안부 문제에 대해 그는 "일본측에서 진실을 밝히는 것이 중요하며 물질적 보상문제는 필요하지 않다"면서 그런점에서 "도덕적 우위를 가지고 새로운 한·일 관계 정립에 접근할 수 있을 것"이라고 강조하였으며, "최근 국민들이 변화와 개혁에 대해 큰 관심과 기대를 갖고 있어 그때그때 변화하는 모습을 보여주어야 하지만 너무 혁명적인 인상은 주지 않도록 속도를 조정하도록 하라"고 부처에 지시하였다.5월 13일 5·13특별 담화에서 그는 “문민정부는 5·18 광주 민주화 운동의 연장선상에 있는 정부”라고 선언했다. 그 뒤 반공주의 극우 세력의 반발이 심화되자 5.18과 12.12 군사반란 및 전두환 노태우에 대한 처벌문제에 대해 "역사의 심판에 맡기자"라고 발언하여 결말을 뒤로 미루었다.
1995년 6월 3일에는 전국연합과 천주교정의구현사제단 등 전국 36개 단체가 모여 부당한 공권력 반대와 노동인권 보장을 위한 범국민대책위원회를 열었으며 시민, 학생 등 1만여명, 서울 장충단공원에서 "김영삼 대통령 망언 규탄 및 노동인권 보장 촉구 국민대회"를 갖고 노동탄압을 즉각 중지할 것을 정부에 촉구하기도 하였다. 6월 22일에는 경제부총리 이경식을 불러 금융실명제를 빨리 진행할 것을 지시했다. 7월 율곡비리 사건을 조사하여 비리 관련자들을 처벌하였다.8월 12일에는 긴급명령을 발표, "금융실명거래 및 비밀보장에 관한 긴급명령"을 통해 모든 금융거래를 실명을 통해 해야 한다는 금융실명제를 도입하였다.

### 집권 초기 및 중기

#### 사직동팀의 사정 정국
문민정부는 1993년 취임 직후부터 5월 13일 김영삼 대통령은 역사바로세우기 관련 특별담화 발표와 개혁과 부패 일신을 외치며 군부 사조직인 하나회를 제거하여 쿠데타의 가능성을 없앴다. 그 즈음 청와대 사직동팀이 친인척 비리 등을 조사하는 내사 조직임에도 정제계 뉴스와 함께 방송에 자주 거론되며 권력의 중추로 유명세를 타기 시작하였다. 1994년 뉴스에는 사직동팀이 전혀 등장하지 않는 수준이었지만 1993년 한 해 동안은 거의 모든 권력형 비리 보도에서 사직동팀이 함께 회자되었다.
취임 첫 해 8월 12일에는 『금융실명거래 및 비밀보장에 관한 긴급명령』을 통해, 모든 금융거래를 실명으로 해야 한다는 금융실명제를 도입하였다. 그 밖에 공직자윤리법도 도입하여 국민들의 강력한 지지를 얻어냈다. 6월 29일 육군 상록수 부대를 소말리아 평화유지군(PKO)으로 파견하였다.
1993년 2월 취임 직후 노태우 정권 하에서 강제 해직된 전국교직원노동조합원들 중 일부를 사면, 복직시키고, 전교조의 활동을 허용해주었다. 6월 13일에는 "5·16 군사 정변은 쿠테타"라는 발언을 했다. 5·16 군사 정변을 쿠테타로 정의한 뒤, 각 교과서에 군사혁명으로 실린 기술을 쿠테타나 정변으로 고치게 하였다. 이 때문에 군사정권 출신 및 보수주의 세력의 반발을 샀다.
이듬해 1994년에는 김문수, 이재오, 안상수 등 시민사회운동가와 노동운동가들을 영입하여 민주자유당에 입당시켰다. 이후 군사정권과 관련 없는 홍준표·오세훈 등의 신진 관료출신과 법관출신들도 등용하였고, 군사정권에서 정치범으로 수감되었던 박노해·김남주 등 언론인과 문인들을 대대적으로 감형, 석방시키기도 하였다. 이후 4월 15일에는 3대 정치개혁 법안(『공직선거 및 선거부정방지법』, 『정치자금법 개정안』, 『지방자치법 개정안』)에 서명함에 따라 대한민국 민주주의의 공고화를 위한 제도 구축의 전기를 이룩했다.
1994년 3월 15일 당시 여야가 만장일치로 통과시킨 정치개혁법을 공포하였다. 1994년 말 지방자치제에 관한 법률에 서명하여 이듬해인 1995년 6월 27일에 5.16 군사정변 이후 처음 제1회 전국동시지방선거가 실시되었다. 1995년 7월 검찰은 5.17 쿠데타에 대해서 '성공한 쿠데타는 처벌할 수 없다'면서 반란죄, 내란죄 여부를 판단하지 않고 `공소권 없음' 결정을 내려 이들에 대한 국민적 처벌 요구를 애써 외면했다.

### 전두환·노태우 두 전직 대통령 법적심판
같은해 10월 19일 통합민주당의 박계동 의원의 폭로에 의해 전두환·노태우 전 대통령의 비자금 비리 사건이 발생하여 제5공화국 인사를 비판하는 여론이 높아졌고, 1995년 12월 12일 헌법재판소는 검찰의 불기소 처분에 대해 '성공한 쿠데타는 처벌 가능하다'는 취지의 결정을 내렸다. 이에 정부는 고심 끝에 노태우, 전두환 두 전직 대통령을 1995년 11월 말 전격적으로 구속 수감하였다. 1995년 12월 21일 국회는 5.18 민주화운동의 명예 회복을 위해 5.18 특별법을 제정하였다.

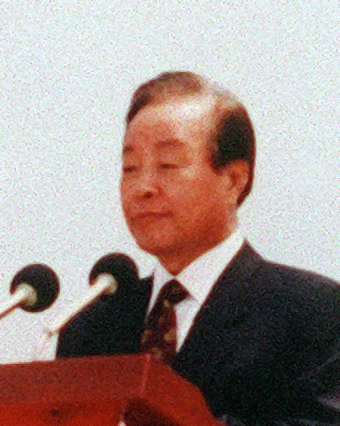
대통령 재임 시절의 김영삼(1996년)

1995년 8월 2일, 총무처 장관 서석재가 전임 대통령 중 1인이 4천억 이상의 비자금과 가명계좌를 보유했다는 의혹을 제기하였고 전두환·노태우의 해명을 요구하여 화제가 되었다. 같은 해 7월 검찰은 '성공한 쿠데타는 처벌할 수 없다'는 논리로 신군부 인사의 혐의에 대해 반란죄,내란죄를 따지지 않고 신군부 인사들을 불기소 처분하였다. 같은 해 10월 19일에는 민주당 박계동 의원의 폭로에 의해 전두환·노태우 전 대통령의 비자금 비리사건을 폭로된 이후 제5공화국 인사를 비판하는 여론이 높아지자 수사를 명하였다. 11월 24일 김영삼은 대통령 명령으로 5·18 관련 특별법 제정을 지시하였다.
헌법재판소에 검찰의 5.18 사건 불기소 처분 문제가 제기되었는데, 1995년 11월 헌법재판소는 '성공한 쿠데타도 처벌 할 수 있다'는 결정을 내렸다. 1995년 11월 16일, 노태우가 구속되었고 12월 3일에는 전두환이 구속된다. 12월 19일 5.18 특별법이 국회에서 제정되었다. 이와 함께 신군부 인사들의 새로운 혐의가 밝혀지자 검찰은 1995년 12월, 12.12 5.18 사건 재수사에 나섰다. 검찰은 5.18 사건 공소시효 만료 하루 전인 1996년 1월 23일 전두환과 노태우등 관련자 8명을 구속 기소한다. 김영삼은 군정과의 관계를 끊고자 1996년 2월, 민주자유당의 당명을 ‘신한국당’으로 바꾸고 첫 전당대회를 열었다.
1996년 8월, 연세대에서 터진 한총련 사태로 1200여명의 전경, 학생들이 부상당하는 참사가 일어났다. 1996년 12월 26일, 집권당인 신한국당은 안기부법과 노동법 날치기통과로 노동계와 정계에 엄청난 반발을 샀고 이듬해 1월, 노동법파동으로 정국은 큰 혼란에 빠졌다.
전두환과 노태우는 1996년 8월, 각각 사형(전두환)과 징역 22년형(노태우)을 선고받았으나 96년 12월, 항소심에서 무기징역(전두환)과 징역 17년형으로 감형됐고 그 이듬해인 1997년 12월 20일, 대통령 김영삼이 국민 대화합을 명분으로 관련자를 모두 특별사면하여 석방함으로써 두 전직 대통령은 구속 2년여 만에 출옥하였다. 사면 당시 많은 논란이 있었고 당시 김영삼의 청와대는 김대중 당선자(12월 18일 대통령당선)와의 협의로 전두환 노태우를 사면시켰다고 전해졌다.
사실 1997년 12월, 제15대 대선 당시 김대중 이회창 이인제 3후보 모두 전두환 노태우의 사면복권을 공약으로 내세워 논란을 빚기도 했고 이 전두환은 김대중대통령 시절인 1999년 사면된 이후에도 계속 영향력을 행사하여 정계복귀를 노려왔던 것으로 밝혀져 논란을 빚었다.
1999년 3월에는 전두환과 5공 출신 인사들의 정계복귀가 밝혀져 눈길을 끌었다. 그해 8월 31일, 전두환은 김중권 대통령 비서실장과의 골프회동에서 정계복귀에 대한 여운을 남겼다. 당시 전두환은 특가법상 뇌물수수죄로 추징금 2,200억원을 선고받았다. 2013년 9월에 추징금 완납 계획을 발표했으나 아직 완납하지 않은 상태이다.
2017년 자신의 회고록 '혼돈의 시대'에서 "5·18 민주화운동 당시 헬기 사격을 목격했다"고 증언한 조비오 신부에 대해 '성직자라는 말이 무색한 파렴치한 거짓말쟁이'라고 서술하여 2018년 사자 명예훼손으로 광주지방법원에 공소가 제기되었으나 "주거지 관할 법원으로 이송해달라"며 재판에 불출석하여 강제구인 논란이 있은 끝에 2019년 3월 11일 대통령 재직시절 이후 35년 만에 광주로 내려가 재판에 참석했다. 2020년 4월 27일에도 전두환은 또다시 광주로 내려가 재판에 참석했는데 이날 재판에서의 불성실한 태도로 맹비난을 받았다.

### 집권 말기
1997년 1월 7일, 김영삼은 연두 기자회견을 통해 노동법개정은 반드시 시행해야 한다는 성명으로 노동계와 국민들의 거센 비판을 받았다. 이후 전국에서 노동법 개정반대 총파업이 벌어졌다. 1월 23일에는 한보철강이 부도로 도산했다. 이때 한보회장 정태수는 구속되었고 한보사태 수사중 김영삼대통령의 아들 김현철씨가 한보비리에 연루되어 국민들의 지탄을 받았다.
1997년 2월 김영삼 대통령의 차남 김현철이 뇌물수수 및 권력남용 혐의로 체포되었으며, 김영삼 대통령은 대국민 사과 성명을 발표하였다. 이와 함께 경제의 지속적인 악화와 정권의 인기에 연연한 독단적이고 일관성 없는 정책 등이 맞물려 점차 국민의 지지는 시들해졌다. 임기말에는 노태우, 전두환 전대통령을 사면하였다.
1997년 12월 5일 대한민국이 외환위기를 겪으며 국제통화기금에 자금지원을 신청하며 경제 정책의 실패를 자인하였다. 이로 인해 대한민국의 경제가 큰 위기를 겪게 되었다. 이를 극복하기 위해서 국제통화기금에서 요구하는 조건들을 수행해야 했으며 경기 악화로 인해 온 국민이 큰 어려움을 겪었다. 이후 여당이던 신한국당(현 한나라당)은 대선에서 패배하여 정권교체가 되었다. 12월 18일에는 국민회의 김대중후보가 대통령에 당선된다.
1997년 12월, 국가안전기획부(국가정보원)는 김대중 당시 국민회의 총재 겸 대통령 후보의 당선을 저지하기 위해 정치 공작을 자행하였는데, 1998년 3월 국가 안전 기획부와 검찰의 공동 조사에 따르면 이 사건을 당시 국가 안전 기획부 부장이었던 권영해가 주도한 것으로 밝혀져 충격을 주었다. 3월 18일, 검찰 소환을 받은 권영해는 조사중에 자해하는 소동을 빚었다. 권영해 부장 후임으로 1998년 3월 취임한 이종찬 안기부장은 안기부에 대한 사정 작업과 정치 중립화 작업을 진행하였으며, 1999년 국가 정보원으로 명칭도 변경하였으나 김대중 정부 시절에도 불법 전화 도청 등의 행태는 계속된 것으로 밝혀져 충격을 줬다.
1997년 12월 20일 전두환·노태우 전 대통령의 비자금 비리 사건은 대법원 최종 판결이 난 지 8개월여 만에 김대중 대통령 당선자와 두 사람에 대한 사면을 합의, 발표했고 이로써 비자금 사건은 종결되었다.

### 기타
취임 직후부터 김영삼은 정통성 확립에 중점을 기울였고, 대한민국의 정통성을 임시정부에서 찾으려 하였다. 이 때문에 보수인사들로부터 이승만, 박정희를 건너뛰었다는 반발이 있기도 했다. 그러나 대한민국의 정통성을 임시정부에 있음을 명시하였고, 1993년 8월부터 중화인민공화국에 있는 임정 요인들의 유해를 환국하는 사업을 지시, 추진했다. 8월 5일 국립묘지에 임정요인 묘소를 신설하게 했고, 1993년 말부터는 문화관광부와 국립중앙박물관에 조선총독부 철거 지시를 내렸다.

## 외교
문민정부는 이른바 '신외교'를 표방하였다. 1996년 10월 프랑스 파리 OECD(경제협력개발기구) 본부에서 대한민국은 아시아 국가로는 일본에 이어 2번째로 OECD 회원국이 되었다.

### 남북 관계
문민정부의 대북정책은 자유주의와 자본주의의 여파를 조선민주주의인민공화국 지역에 확산시켜 개혁·개방화 체제로 유도하는 것을 그 정책목표로 삼았다. 김영삼의 대북정책은 남·북간의 '공조·공영'에 있다고 천명하고 있었으나 내용적으로는 역대 전임 정권이 취해왔던 '대북 우위를 견지하는 흡수통일'의 논리가 강하게 작용하고 있었다고 평가된다. 노태우 정부 때 남북간의 평화적 교류와 함께 화해분위기가 지속되어 1993년 취임 초 김영삼은 북조선의 김일성과의 남북정상회담을 요구하여 호응을 이끌어내, 김일성과 남북정상회담을 약속하고, 남북고위급 회담과 적십자회담을 통해 이를 준비하려 하였다. 그러나 1994년 7월에 김일성의 갑작스러운 죽음으로 남북정상회담은 무산되었다. 1993년 취임 초부터 북측과 연락, 1994년, 정부는 남북한통일방안을 제시하였다.
1993년 조선민주주의인민공화국이 핵확산방지조약(NPT)에서 탈퇴하여 문민정부는 갑자기 1차 북핵위기를 맞았고, 이후 대북정책이 '냉, 온탕'을 왔다갔다했다는 비판을 받았다. 1994년 6월에 일어난 1차 북핵 위기는 미국이 핵시설에 대한 공습을 계획하는 등 파국으로 치달랐다. 정부도 공습에 대한 강경한 반대입장을 펴서 이를 저지하였다. 위기는 대북 특사 지미 카터와 김일성이 핵동결에 합의함으로써 일단락되었다.(→ 제1차 북핵 위기)
지미 카터의 방북시, 김일성은 지미 카터에게 김영삼 대통령과 김일성 주석의 정상회담을 주선해 줄 것을 요청하였다. 갑작스러운 북미관계 개선으로 정부는 당황했고 6월 18일, 북측이 정부에 남북정상회담을 제의하자 무조건 수락했다. 불과 하루만에 북측의 놀라운 태도변화로 정부는 오히려 당혹스러운 태도를 보였다. 그러나 갑작스런 국제적인 해빙무드를 거스를 수 없어 북측의 정상회담제의를 무조건 수락했다. 김영삼은 역사상 최초로 남북 정상회담의 주인공이 될 수도 있었다. 7월 2일에는 남북 정상회담을 위한 실무협의 절차도 완전히 마무리되었다. 이제 역사상 최초의 남북정상회담과 대한민국의 통일은 눈앞에 보이는듯 했다. 그러나 7월 9일, 김일성이 갑작스럽게 사망하는 사태가 벌어졌고 남북 정상회담은 무산되었다. 당시 미국은 북미 협상을 진행하던 로버트 갈루치를 제네바의 북측 대표부에 보내 조문했다.
김일성 사망 이후 남북관계는 더더욱 악화되었다. 정부는 전군에 비상경계령을 내렸다. 조문을 공식적으로 거부하면서, 정상회담까지 약속했던 남북 관계는 불신만 커져 남북관계는 최악의 상황으로 경색되기 시작했다.
이 당시 정부는 대외적인 여론을 주시하며 국내의 김일성 참배여론을 원천봉쇄했으나 전남대학교에서는 김일성분향소를 만들어 250여명의 학생들이 조문하는 사태가 벌어졌다. 구 군사정권 관계자들이 김일성 빈소 조문 사건을 문제삼아 재기의 조짐이 보이자, 정부는 일부 주동 대학생들을 처벌하는 선에서 사태를 수습토록 하였다.
1995년 6월 25일 정부는 북측에 대한 식량 지원(쌀 15만톤 규모)을 했다. 1996년 여름 한반도에너지개발기구(KEDO)에 의한 원자로 건설사업이 추진되기 시작했다. 1996년 9월 18일, 북측 무장 간첩단이 잠수함을 타고 강원도 강릉에 침투하여 남북관계는 최악의 상황으로 경색된다. 1997년 2월, 황장엽 조선로동당 총비서가 남한으로 망명했다. 7월 10일, 망명한 황장엽은 기자회견을 통해 당시 북측의 전쟁준비상황을 구체적으로 설명했다. 같은시기 김정일의 처조카였던 이한영씨가 분당의 자택에서 괴한에게 살해당하는 사건이 벌어져 남북관계는 최악의 상황으로 경색되었다.

#### 6.25전쟁에 대한 만주 폭격 발언
1996년 6월 24일 전방부대를 시찰한 자리에서 김영삼대통령은 북한은 세계의 모든 나라에 도움을 요청하고 있지만 마지막으로 도울 수 있는 나라는 동족인 우리뿐이라는 사실을 모르고 있다고 지적했다. 그리고 이 자리에서 "6.25 당시에 만주를 폭격했으면 통일을 이룰 수 있었다"고 발언하여 여야간 극한 언쟁이 오갔다. 당시 국민회의 정동영 대변인은 "국가이익을 현저하게 해칠 우려가 있는 발언을 한 것은 대통령의 직무와 관련해 탄핵소추도 가능한 발언이라고 본다"는 논평을 냈고 집권당인 신한국당의 김 철 대변인은 "어느 쪽의 안보를 지키려는 정당인지 의심이 들 정도라는 점을 얘기하지 않을 수 없다. 국민회의는 북한에 대해 그렇게 미안하고 조심스러운지 묻고 싶다"는 논평을 논평을 냈다.
 당시 공방의 발단은 김영삼 대통령의 지난 24일 중부전선 시찰 당시 발언으로 김영삼대통령은 심각한 북한 상황과 한국전쟁의 참상을 회고하고 당시 맥아더 장군이 주장했던 만주폭격이 가능했더라면 이미 통일 될 수도 있었을 것이라면서 철저한 안보태세를 당부했다. 그러자 국민회의측은 어제와 오늘 잇따라 비난공세에 나섰고 신한국당측도 민감하게 반응했다. 양쪽 공방은 김영삼 대통령의 발언이 과연 우리 국민의 안보의식에 어떤 영향을 줄 것인지에 초점이 맞춰줬다. 국민회의 정동영대변인은 만주북폭 지지발언은 국가안보를 위태롭게 할 수 있는 중대한 발언이라고 규정을 했다. 그러자 신한국당 김철 대변인은 전방부대를 방문한 자리에서 과거의 통일의 기회를 아쉬워하면서 젊은세대들에게 안보의 중요성을 강조하는 의미에서 이같은 회상을 한 것은 매우 자연스럽게 어떻게 보면 당연하다는 논평으로 김영삼 대통령을 비호했다. 또 이번 발언이 지금은 우호국(?)이 되었다는 된 중국과의 관계에 어떤 영향을 미칠 것인지도 논란이 됐다. 정동영대변인은 한중 우호에 악영향을 초래하고 간접적으로 외환을 불러올 수도 있는 중대한 발언이라는 것이라고 논평했고 신한국당의 김철 대변인은 반세기전의 전쟁 상황을 기준한 대통령의 발언이 어떻게 해서 현재의 한중 한러 관계에 영향을 준다는 얘기인지 이해할 수 없다는 논평을 냈다. 새정치국민회의는 김영삼 대통령이 전국민한테 이 발언을 해명해야 한다고 촉구했고 신한국당은 당시 공산당을 제외한 대다수 국민이 맥아더의 주장을 지지했으며 지금도 대다수 국민들이 그대로 했다면 통일이 됐을 것으로 생각하고 있다면서 국민회의가 6.25에 대한 기본적 이해도 결여돼있을 뿐 아니라 어느쪽 안보를 지키려는 정당인지 의심이 들 정도라고 반박했다.

### 한미 관계

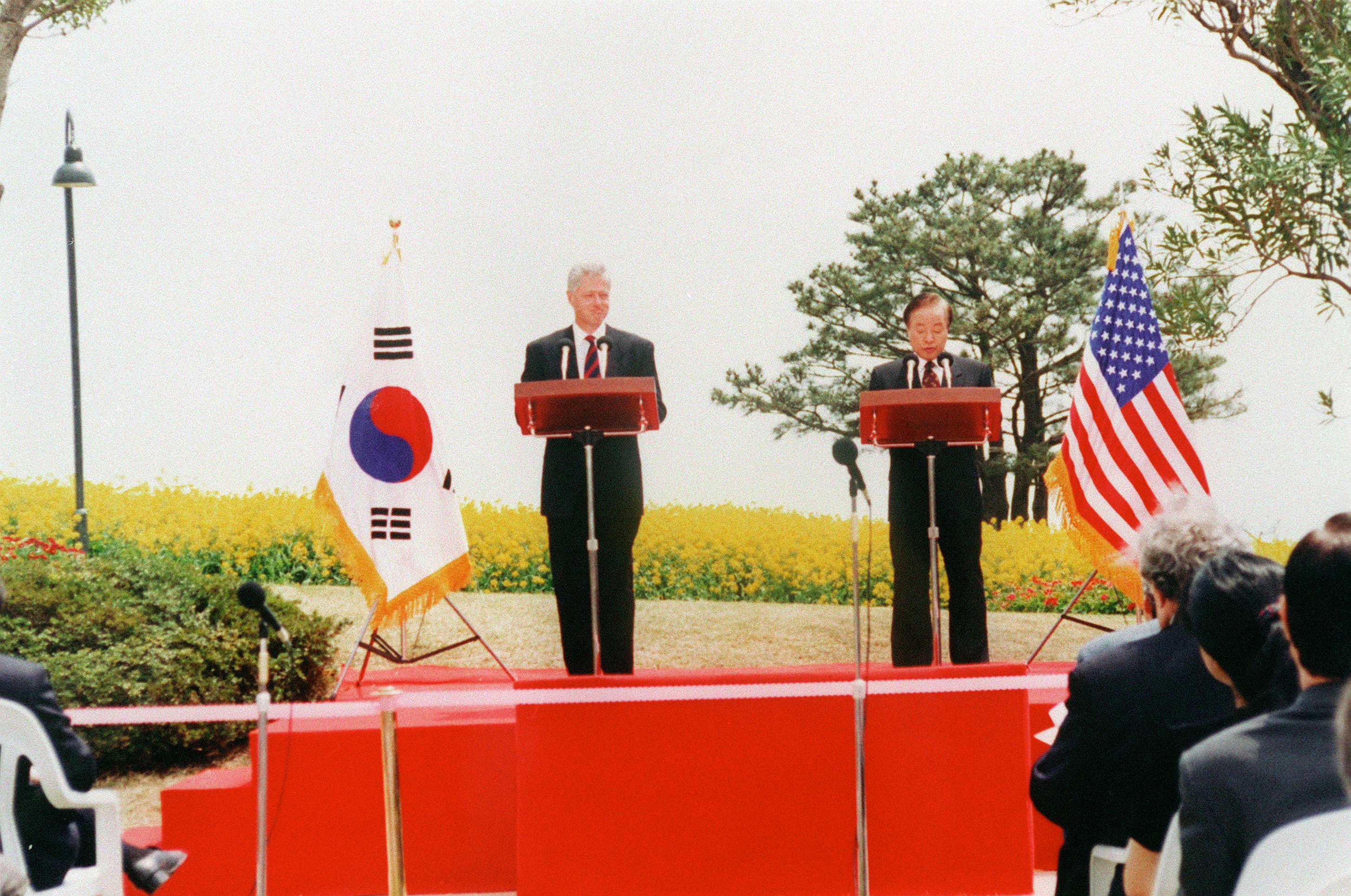
제주도 연단에 선 김 대통령과 빌 클린턴 미 대통령 (1996년 5월)

1993년 7월에 한미 관계가 처음에는 빌 클린턴 대통령이 김영삼을 "자유민주주의의 투사"로 존경하며 취임 후 첫 방문지로 한국을 택할 정도로 우호적이었다. 하지만 북측과 미국이 대한민국을 배제한 채 직접 핵 협상을 하면서 김영삼과 클린턴의 관계는 틀어지기 시작했는데, 대북 포용정책을 주장했던 클린턴 행정부의 입장과 “핵을 가진 집단과는 대화할 수 없다”는 정부의 대북 강경론이 충돌한 것이다. 1994년 10월 21일 남한을 제외한 북·미 간에 제네바 합의가 이뤄졌을 때 미국은 클린턴 대통령 명의로“북한이 합의를 위반하지 않으면 경수로 사업을 끝까지 보장한다”는 내용의 친서를 북측에 보냈지만 미국은 이 사실을 한국에 알려주지 않았고, 나중에 이를 안 김영삼은 상당히 화를 냈다. 1994년 미국의 영변 폭격 계획과 더불어 제네바 합의 체결을 둘러싸고 한미간 갈등이 나타났다.
1996년 10월 북측 무장 간첩단이 잠수함을 타고 강원도 강릉시에 침투하였으나 실패하였으며, 간첩단의 일원이었던 이광수가 생포되었으며 나머지 조직원들은 자살하였는데(→강릉지역 무장공비 침투사건) 이 당시 미국 해군정보국 컴퓨터분석관으로 근무하던 김채곤(로버트 김)은 주미 한국 대사관 무관인 백동일 대령에게 강릉지역 무장공비 침투사건 관련 군사 기밀을 유출한 혐의로 구속돼 미 연방교도소에 9년간 수감 생활을 하였다. 이와 같이 잠수함 침투사건 처리 과정에서 클린턴과 김영삼의 갈등은 더욱 커졌다. 이 때문에 김영삼은 임기 말 외환위기 때 미국의 신속한 도움을 받지 못한 것으로 알려졌다.

### 한일 관계
1995년 10월, 일본의 총무청 장관인 에토 다카미는 "일본은 식민지 시절에도 한국에 좋은 일을 많이 했다"라는 발언을 했고 이후 1996년에는 하시모토 류타로 일본 총리도 "독도는 일본영토"라고 발언하는 등 일본의 정계에서 식민지 지배와 독도에 대한 영유권을 정당화하는 발언들이 끊임없이 나오자, 이에 김영삼대통령은 "버르장머리를 고쳐놓겠다"고 격한 반응을 보였다. 해군참모총장으로부터 한·일 해군력의 현실태를 보고 받고는 이지스함 2척 보유 정책을 추진한다.(1995년 5월 2척 계획추진에서 시작, 1998년 1월 31일 국가부도로 한국형 구축함 사업 예산 전액삭감, 이후 김대중 정부 때 사업 부활하면서 3척 계획)
이후에도 한일 관계는 순탄치 않은 상황에 놓여 있는 와중에 97년 겨울, IMF사태가 터지자 한국은 일본에게 도움을 요청했지만 도움을 받지 못했다고 전해진다. (그러나 이것은 미국이 간섭해서 지원을 포기했다하는 사람들도 있다.)

### 한-유럽 관계
1993년 9월 14일 ~ 16일까지 프랑스의 대통령으로서는 처음으로 프랑수아 미테랑 대통령이 한국을 공식 방문하여 김영삼 대통령과 한-불 정상 회담을 갖고, 프랑스가 소유하고 있는 외규장각 도서를 한국 측에 반환하기로 합의했다. 단, 그 구체적인 시기와 절차는 실무협의하기로 했다. 그 결정의 상징으로 《휘경원원소도감의궤》 상 1권을 9월 15일 한국에 반환하였다. 그리고 프랑스의 고속철도 핵심기술 이전 및 차세대 고속전철 개발 협조를 논의했다. 1993년에는 체코슬로바키아로부터 독립한 슬로바키아, 리히텐슈타인과 수교하였다. 1995년에는 보스니아 헤르체고비나(1992년 독립)와 수교하였다.

### 기타
라오스, 키프로스(각 1995년), 캄보디아(1996년)와 수교하였다. 1994년 11월에 김영삼 대통령이 필리핀을 방문하였다. 이때의 양국 정상회담(김영삼-피델 라모스)에서 필리핀 통신사업과 대형 건설사업에 한국 기업이 적극 참여하도록 배려한다는 약속을 하는 등 기존의 대한 우호정책을 재확인하였다. :367

## 경제
취임후 '신경제 100일 계획'을 세워 경제정책을 펼쳤다. 경제제도의 개혁보다는 경기 활성화에 역점을 둔 신경제 계획은 금리 인하, 재정 조기 집행, 기업 투자 유인 등이 주내용이었다. 이어 ‘신경제 5개년 계획’도 발표했다. 중소기업에 대한 일방적인 경쟁체제 도입으로 대기업과 중소기업간 양극화 현상이 발생했다.
1993년 8월 12일에 전격적으로 단행된 ‘금융실명제(金融實名制)’이다. 은행의 가명계좌를 실명계좌로 바꾸는 이 조치로 금융시장이 위축되고 소규모 사업자들이 자금을 조달하는 데 어려워지는 등 부작용이 있었으나, 장기적으로 경제개혁의 기초를 닦았다는 점에서 국민들의 환영을 받았다. 1993년 11월 1일에는 금리의 제2단계 자유화 조치를 발표했다.
1993년 12월 정부는 수년 간 끌어오던 ‘우루과이 라운드’ 협정을 타결지었다. 보호무역주의의 철폐를 골자로 하는 이 협정은 국제경제경쟁력이 약한 개발도상국에 대해 선진국이 핵폭격과 같은 피해를 주는 것으로서, 대한민국은 이 협정으로 상품, 금융, 건설, 유통, 서비스 등 모든 분야에서 외국에 문호를 열어 놓게 되었다. 정부는 시장개방정책을 더욱 강화하기 위해 1996년 9월 12일 서방 선진국의 경제협력개발기구(OECD)에 가입하였다. 그리고 시장개방정책에 맞추어 낙후된 분야의 경쟁력을 높이기 위해 ‘세계화’를 강조하고 1995년 1월 ‘세계화추진위원회’를 공식 출범시켰다. 한국경제는 1995년 10월 현재 수출사상 처음으로 1천억불을 돌파하고, 1996년 말 현재 1인당 국민소득이 1만불을 돌파하여 선진국을 바짝 뒤쫓는 수준에 올라섰으나, 무역역조가 갈수록 심화되고 경제성장이 둔화되어 1996년의 경제성장률은 7%를 밑돌게 되었다.

### 관치경제 행정기관이던 경제기획원의 폐지
중앙행정기관별 정책의 자율성과 창의성을 확대하기 위하여, 규제조직을 감축하고 가재정 정책과 예산기능의 연계성을 강화하고자 1994년 12월 23일 경제기획원가 재무부를 흡수, 통합하여 재정경제원으로 개칭된다.

### IMF 사태
1997년 1월부터 한보 철강, 기아자동차 주식회사 등 재벌 기업의 도미노식 부도 사태가 발생했다. 그러나 대통령인 김영삼은 11월 10일 강경식 당시 부총리와의 통화 이전까지 외환위기의 심각성조차 모르고 있었다. 1997년 12월 5일 대한민국이 외환위기를 겪으며 국제통화기금에 자금지원을 신청하며 경제 정책의 실패를 자인하였다. 이로 인해 대한민국의 경제가 큰 위기를 겪게 되었다. 이를 극복하기 위해서 국제통화기금에서 요구하는 조건들을 수행해야 했으며 이 과정에서 많은 회사들의 부도 및 경영 위기를 초래하였고 대량 해고와 장기적인 경기 악화로 인해 온 국민이 큰 어려움을 겪었다. 이후 여당이던 신한국당(현 국민의힘)은 대선에서 패배하여 정권교체가 되었다.
1997년 7월, 기아자동차가 부도위기에 빠져 대한민국 경제에 큰 충격을 줬다. 정부의 기아차사태와 대기업 연쇄부도에 대한 미온적인 대응으로 경제는 더더욱 수렁에 빠졌고 10월이 되자 아시아의 연쇄적인 금융위기로 한국도 IMF사태라는 위기의 그림자가 서서히 다가왔고 종합주가지수는 500포인트 밑으로 추락했다.
11월이 되자 상황은 더더욱 심각해져 11월 18일, 환율은 달러당 1000원선을 훨씬 뛰어넘어 거래가 중단되는 사태가 벌어졌다. 상황이 심각해지자 11월 19일, 김영삼은 경제팀 일부를 개편하고 강경식 경제부총리를 경질하고 통상산업부 장관이었던 임창열을 경제부총리에 임명한다. 그날 임창열 부총리는 외환시장 안정을 위해 환율제한폭을 사실상 철폐했다. mbc와의 회견에서 임창열은 "우리 경제의 외환보유고가 10월말 현재 300억불에 달하고 수출이 10월부터 흑자기조로 바뀌면서 그런 면에서는 수출이 흑자가 나고, 다만 우리 국민들이 외환을 좀 아껴쓰셔서 여행이라던 지 해외 유학이라든지 이런 비용을 줄이는데 동참해 주시면 무역외 수지도 적자를 대폭 감축해서 외국에서 돈을 덜 빌리고도 경제 운영이 가능할 것"이라며 IMF구제 금융 가능성에 대해서는 "IMF 차관들을 얘기하시는데 IMF라는 데는 돈을 그냥 빌려주는데 가 아닙니다. IMF에서 돈을 빌려 줄 때는 정책의 조정을 그것도 강도 높게 조건을 붙여서 돈을 빌려줍니다. 그렇게 되면 은 지금 외국에서 우리를 보기를 금융 감독이 제대로 되고 있지를 않다 이렇게 지적을 하는 것입니다. 그래서 금융 감독을 포함해서 금융 개혁 법안은 반드시 조기에 확정이 되어서 국제 신뢰도를 높일 수 있는 대책이 서야 된다고 믿습니다."라는 발언으로 IMF구제금융에 대한 가능성은 사실상 부인한다.
그러나 다음날인 1997년 11월 20일, 환율은 제한폭을 철폐하자마자 환율은 무려 100원이상 폭등하는 사태가 벌어진다. 11월 21일, 정부는 IMF에 구제금융을 요청한다. 임창열 총리와 스탠리피셔 IMF부총재는 1시간가량 밀담을 나누며 IMF구제금융에 대하여 논의했다. 그날 각 언론사마다 IMF가 뭐냐는 시민들의 항의와 투서가 빗발쳤고, 다음날 정부는 IMF에 200억달러의 차관을 요청한다. 11월 29일, 종합주가지수는 사상최악인 400포인트 이하로 추락했다. 11월 30일, 정부는 IMF와 협상을 벌였다. IMF의 지원조건은 저성장과 고실업이었고 이를 시행하라며 한국정부를 압박했다.
결국 한국은 97년 12월 3일, IMF를 받아들였다. IMF협상과정에 대해 시민들의 김영삼정부에 대한 지탄이 쏟아졌다. IMF를 받아들인 직후, 경제는 끝을 모르는 나락으로 떨어졌다. 환율은 12월 11일, 1700원대까지 폭등했다. 12월 12일, 증권업계 4위인 동서증권이 부도처리됐고 IMF는 IMF협약을 반드시 준수하라고 한국정부를 압박했다. 12월 23일, 환율은 사상최악인 2000원대까지 폭등하고 대한민국의 외채는 무려 1천 6백억달러에 달했다. 결국 김영삼의 임기말이었던 1997년은 IMF사태로 마무리되었다.

## 국방
1995년 경상남도 충무시를 통영시로 개칭한다.

## 사회
1995년 8월, 교육부는 국민학교의 명칭을 ‘초등학교’로 변경하게 하였다. 1996년부터 모든 국민학교는 초등학교로 개명하게 된다. 이 당시에 역사 바로세우기 차원에서 일제의 쇠말뚝 뽑기운동이 일어났으며, 구 조선총독부 철거 작업을 실시, 같은해 8월 15일부터 조선총독부 철거작업에 들어갔으며 총독부는 1996년 11월에 완전 철거되었다.
- 1993년 우암상가 아파트 붕괴사건, 구포역 열차 전복, 전남 목포 아시아나 항공기 추락참사, 지존파 일당 7명이 5명을 연쇄 살인한 사건(지존파 사건), 이들 중 6명의 사형이 1995년에 집행되었다. 전북 부안군 서해페리호 침몰사고, 북한이 핵 확산 금지조약(NPT) 탈퇴를 선언하였다.
- 1994년 김일성 사망, 성수대교 붕괴참사, 조창호 소위 탈북, 아현동 도시가스 폭발사고.
- 1995년 대구 상인동 지하철1호선 가스폭발참사, 지방선거 직후인 6월 29일, 삼풍백화점 붕괴참사가 발생했다.[99] 시프린스 호 사고가 일어났다.
- 1996년 9월 북측 무장 간첩단이 잠수함을 타고 강원도 강릉시에 침투하였으나 실패하였으며, 간첩단의 일원이었던 이광수가 생포되었으며 나머지 조직원들은 자살하였다.(→강릉지역 무장공비 침투사건) 이 당시 미국 해군정보국 컴퓨터분석관으로 근무하던 김채곤(로버트 김)은 주미 한국 대사관 무관인 백동일 대령에게 강릉지역 무장공비 침투사건 관련 군사 기밀을 유출한 혐의로 구속돼 미 연방교도소에 9년간 수감 생활을 하였다, 한총련 연세대 사태, 명동성당 최초 경찰투입
- 1997년 황장엽 조선민주주의인민공화국 노동당서기 대한민국 망명, KAL기 괌 추락참사, 11월 21일 대한민국 정부가 국제통화기금에 구제금융을 요청, 한보사태, 의정부 법조비리사건

### 억압적 통제가 가능하던 정부가 설치한 성병 관리소 폐쇄
1996년 미군 대상 성매매 종사자들의 성병 관리를 위해 정부가 설치한 시설인 성병 관리소를 폐쇄한다. 1970년대 초 한국 정부가 실시한 기지촌정화운동과 관련된 시설이었다.
1953~1960년엔 미군 상대 성판매여성에 대한 격리와 성병검진이 이미 한국전쟁을 기점으로 제도화되었는데, 성매매를 불법화(금지)하는 법률이 존재함에도 정부가 사실상 성매매를 묵인하고 성판매여성을 등록·검진하는 국가 정책이 있었다. 1961~1995년 사이에 ‘묵인-관리 체제’는 박정희 정부 시기에 더욱 체계화 되었는데, 박정희 정부 시기 완성된 ‘묵인-관리 체제’의 구조, 곧 구역화(특정지역), 검진·수용·치료 시설(성병진료소, 부녀보호지도소, 성병관리소), 그리고 그것을 뒷받침한 법적 위계(법률-명령-규칙-조례)는 1990년대 초까지 유지되었다. 이상이 바로 약 40년동안 기지촌 여성에 대한 정부의 억압적 통제를 가능케 했던 “법적 절차와 권력 장치들”의 개요다.

## 문화
예술가와 작가들의 반정부성 작품과 사회비판을 허용하였으며, 언론의 사회비판 역시 전면 허용하였다. 1994년 군사 정권에 의해 수감되었던 시인 김남주를 석방했고, 1994년에는 노동 시인 박노해를 석방하였다. 또한 군사정권에 의해 음란죄로 기소된 마광수 역시 무죄 판결을 내려 활동을 보장하였다.

### 경상남도 충무시를 통영시로 개칭
경상남도 충무시에 행정 구역명을 통영시로 개칭한다.

## 개각

### 문민정부 제1기 내각(조각 및 보각)
1993년 2월 25일 취임 직후 총리에 황인성을 임명하는 등 2원 14부 6처의 장관을 임명하였다. 그러나 박희태 법무부 장관, 박양실 보사부 장관 등의 대학특례입학, 부동산투기 의혹 등이 제기되었고, 40대의 나이에 임명된 서울시장 김상철의 개발제한구역 내 자택 불법건축 등의 문제가 불거지면서 법무, 보사부 등의 3개 부처 장관 및 서울시장이 경질되었다.

#### 보각
1993년 10월 서해훼리호 참사의 책임을 물어 교통부장관과 해운항만청장이 교체되었다.

### 문민정부 제2기 내각(제1차 개각)
1993년 12월 8일 우루과이 라운드 협정에서 김영삼 대통령이 대선 공약으로 내세운 쌀시장 개방을 하지 않는다는 공약이 지켜지지 아니하였고, 김영삼 대통령은 결국 취임 후 2번째 대국민 사과를 하였다. 이에 따른 후속조치로 황인성 국무총리가 경질되고 이회창 감사원장이 후임 총리로 전격 발탁되었으며, 또한 쌀시장 개방 합의의 책임을 물어 이경식 경제부총리, 한완상 통일부총리 등 14부처의 장관이 경질되었다.

### 총리 인선
1994년 4월 통일정책조정회의의 관할 문제로 이회창 국무총리가 김영삼 대통령에게 전격 사표를 제출하였고, 김영삼 대통령은 이를 수리하였다. 후임에 이영덕 통일부총리가 내정됨에 따라 후임 통일부총리에 이홍구가 내정되었다.

### 문민정부 제3기 내각(제2차 개각)
1994년 12월 재무부와 경제기획원을 재정경제원으로 통합하고, 건설부와 교통부를 건설교통부로 통합하는 등의 건국이래 최대 규모의 정부조직 개편이 단행된 후 개각이 단행되었다.
국무총리에 이홍구가 내정되었고, 경제부총리에 홍재형 재무부 장관이 내정되는 등 18부 장관이 교체되었다.

#### 보각
1995년 3월 지방자치제 연기 공작을 하였다는 의혹이 제기된 김덕 통일부총리가 경질되고 후임에 나웅배가 내정되었다.

### 문민정부 제4기 내각(제3차 개각)
1995년 12월 임기 4년차를 앞두고 국정 일신 차원에서 김대통령은 개각을 단행하였다. 국무총리에 이수성 서울대학교 총장이, 경제부총리에 나웅배 통일부총리가 이동 배치되는 등 24개 부처 중 절반인 12부 장관이 교체되었다.

### 문민정부 제5기 내각(제4차 개각)
1996년 8월 경기침체의 책임을 물어 나웅배 경제부총리를 경질하고 후임에 한승수 전 상공부장관을 내정하는 등 경제부처 장관 6명을 교체하는 개각이 단행되었다.

#### 보각
1996년 10월 이양호 국방부 장관이 각종 군내 사고 및 무기도입 비리에 대한 문책성 인사로 경질되었다.
1996년 11월 공로명 외무부 장관이 경질되고 후임에 유종하 대통령 외교안보 수석이 내정되었다. 후임 외교안보수석에는 반기문이 내정되었다.

### 문민정부 제6기 내각(제5차 개각)
1996년 12월 농림부, 문체부, 통상산업부 등 8개 부처 장관이 경질되는 중폭 개각이 단행되었다.

### 문민정부 제7기 내각(제6차 개각)
1997년 2월 한보그룹 부도 이후 한보그룹에 대한 제일은행 등의 대출에 김영삼 대통령의 둘째 아들 김현철 씨가 연관되어 있다는 의혹이 제기되었다. 또한 한보그룹 관련 정계 스캔들에 김우석 내무부 장관이 연루되는 등 한보그룹 관련 정치 스캔들로 인하여 김영삼 대통령의 지지도가 급락하였으며, 김영삼 대통령은 김영삼정부 출범 이후 최대 위기에 봉착하였다. 이에 따라 김영삼 대통령은 국무총리를 포함하여 7개 부처 장관을 경질하는 중폭 개각을 단행하였는데, 이수성 총리가 경질되고 후임에 고건 전 서울시장이, 경제부총리로 강경식이 내정되었다.

### 문민정부 제8기 내각(제7차 개각)
김영삼 대통령은 1997년 8월 11개 부처 장관을 경질하는 사실상 임기 마지막 개각을 단행하였다. 법무부, 내무부 등의 부처의 장관이 교체되었다.

#### 보각
1997년 11월 외환위기 직전에 강경식 경제부총리가 경질되고 후임에 임창렬이 내정되는 등 일부 부처의 개각이 단행되었다.

## 평가
문민정부 5년간 대규모 인명 사고가 빈번해 이 시기 정부의 위기관리 시스템에 대한 논란도 있었다.
문민정부라고 불리는 재임 기간 동안 여러 가지 민주화 개혁을 시도했지만, 임기 말 아시아 국가 전반에 들이닥친 경제위기를 잘 대응하지 못하고, 국제통화기금(IMF)의 원조를 요청하는 치욕적인 실정으로 국민의 비판을 받았다. 이러한 상황으로 인하여 후임 대통령 선거에서 여야 정권교체를 초래하고, 퇴임하였다.

## 주요 사건
| 1993년 - 문민정부 출범 및 임기시작 - 영화 서편제 개봉 - 상록수 부대 UN군 파병 - 대전 엑스포 개최 - 서해훼리호 침몰 사고 - 고급 SUV 무쏘 출시 - 제1차 대학수학능력시험 시행 1994년 - 박찬호 미국 메이저 리그 등판 - 중앙일보에 섹션신문 발행 - 지존파 검거 - 성수대교 붕괴 사고 1995년 - 케이블 TV 개국 - 드라마 모래시계 방영 - 뉴스 전문 TV채널 연합TV뉴스(약칭 YTN) 개국 - 삼풍백화점 붕괴 사고 - 홈쇼핑 채널 39쇼핑 개국 - 지방자치제 전면 부활 - 조선총독부 건물 철거 - 국민학교를 초등학교로 개칭 - 제1회 광주 비엔날레 개최 | 1996년 - 데이콤의 시외전화 제2사업자 서비스 개시 - 한글과컴퓨터 한글3.0 행망용 선정 - 마이클 잭슨 내한 공연 - OECD 가입 - 2002 한일 월드컵 유치 - PC통신 유니텔 회원에게 프록시 기반 인터넷 무료 제공 - 서울 지하철 5호선 도심구간 개통 1997년 - 한국통신프리텔 씨티폰 서비스 개시 - 포천중문 의과대학교 개교 - 제15대 대통령 선거 - 2차 지역민영방송국 개국 완료 - 1997년 IMF 사태 1998년 - 스키점프 국가대표팀 올림픽 출전 - 문민 정부 임기종료 후임 국민의 정부 (김대중 정부) 출범 |

## 같이 보기
- 대한민국의 역대 대통령
- 대한민국 제14대 대통령 선거
- 대한민국 제6공화국
- 하나회
- 김영삼
- 김현철
- 이회창
- 민주자유당
- 신한국당
- 한나라당
- 금융실명제
- 삼풍백화점 붕괴사고
- IMF 외환위기